# 모뿔근
모뿔근(arytenoid muscle) 또는 피열근(披裂筋)은 후두에 위치한 하나의 근육이다. 한쪽 모뿔연골에서 시작하여 반대쪽 모뿔연골까지 뻗어 있다. 빗모뿔근(사피열근, oblique arytenoid)과 가로모뿔근(횡피열근, transverse arytenoid)으로 구성되어 있으며 되돌이후두신경이 분포한다. 모뿔근이 작용하면 양쪽 모뿔연골을 가깝게 만든다. 갑상샘절제술과 같이 목 부위의 수술을 할 때 지속적인 근전도를 시행하기도 한다.

## 구조
모뿔근은 모뿔연골 뒤쪽의 오목한 면을 채우고 있는데, 한쪽 모뿔연골의 뒷면과 가쪽 경계에서 시작하여 반대쪽 모뿔연골의 뒷면과 가쪽 경계에 닿는다.
빗모뿔근과 가로모뿔근으로 구성되어 있다.

### 신경 분포
미주신경(10번 뇌신경)의 가지인 되돌이후두신경이 모뿔근에 분포한다. 모뿔근은 다른 한 쌍으로 이루어진 후두 근육들과 다르게 양쪽 되돌이후두신경의 지배를 받는다.

## 기능
모뿔근은 양쪽 모뿔연골을 가깝게 한다. 이로 인해 (특히 뒤쪽) 성대문의 구멍이 닫히면서 성대의 뒤쪽 연결부를 없앤다.

## 임상적 중요성

### 근전도
모뿔근의 기능을 측정하는 것은 되돌이후두신경의 기능을 알아내는 데에 좋은 방법이다. 갑상샘절제술과 같은 목 수술을 할 때 목뿔근의 근전도를 계속 측정하여 되돌이후두신경이 손상되지 않았다는 것을 외과의들이 확인하며 수술을 진행할 수 있다.

## 다른 동물들에서
개와 같은 다른 많은 동물들에서 목뿔근을 찾을 수 있다.

## 추가 이미지

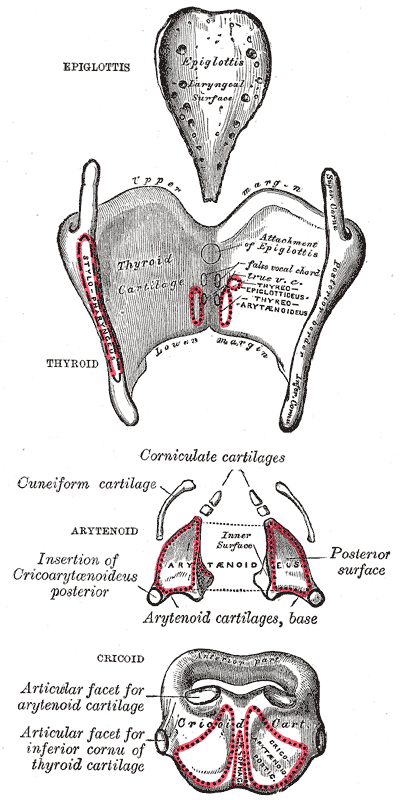
뒤에서 본 후두의 연골
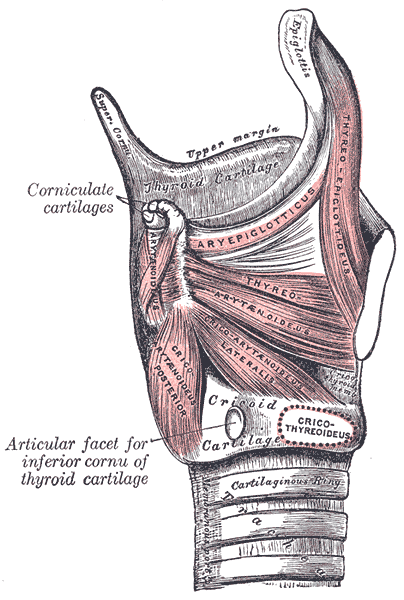
측면에서 본 후두의 근육들. 방패연골의 오른쪽 판이 제거되었다.
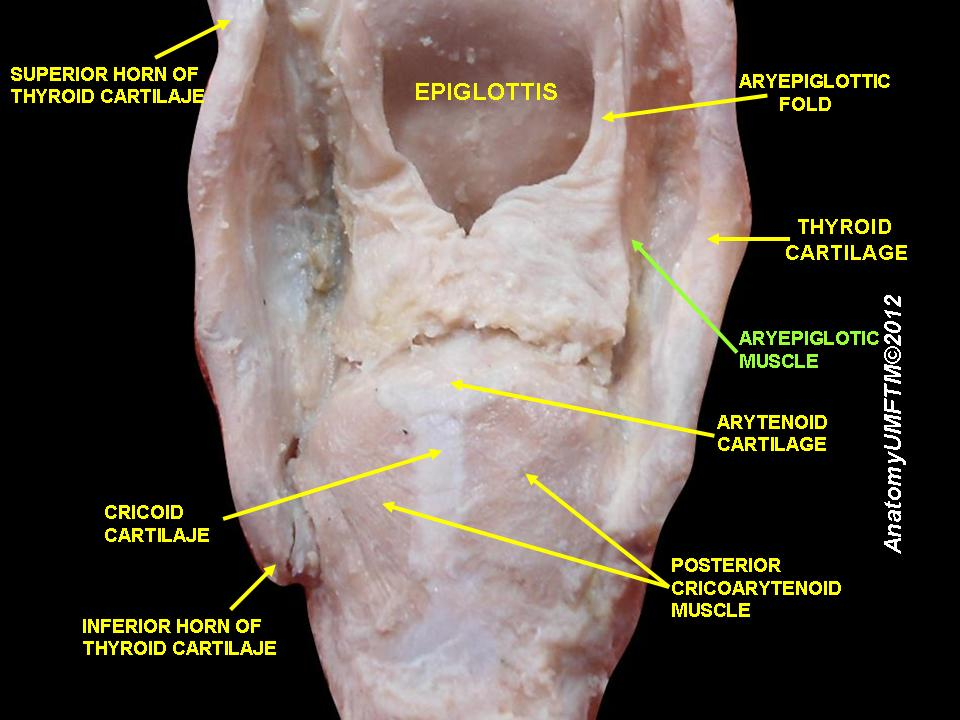
모뿔덮개근
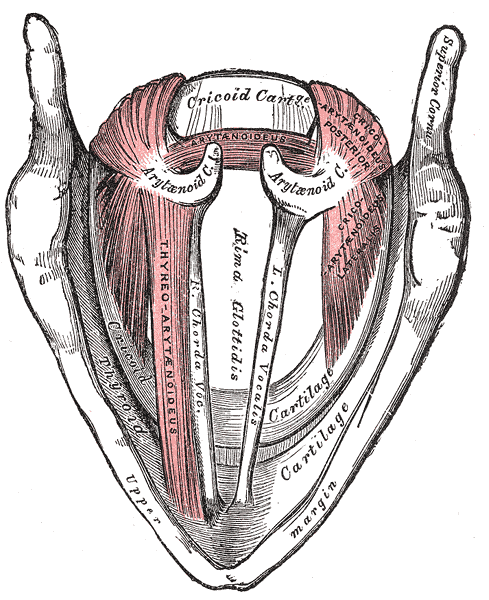
위에서 본 후두의 근육들
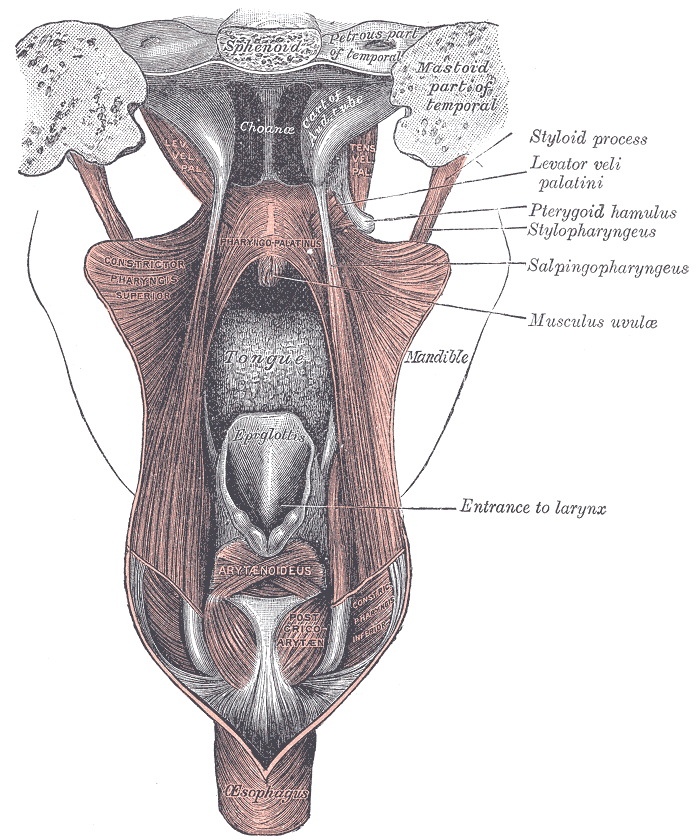
뒤에서 본 입천장 근육들의 해부

## 참고 문헌
이 문서는 현재 퍼블릭 도메인에 속하는 그레이 해부학 제20판(1918) page 1082의 내용을 기초로 작성된 글이 포함되어 있습니다.
1. 1 2  Andaloro, Claudio; Sharma, Piyush; La Mantia, Ignazio (2022), “Anatomy, Head and Neck, Larynx Arytenoid Cartilage”, 《StatPearls》 (Treasure Island (FL): StatPearls Publishing), PMID 30020624, 2022년 7월 21일에 확인함
2. 1 2 3  Li, Peng; Liang, Qing-Zhuang; Wang, Dong-Lai; Han, Bin; Yi, Xin; Wei, Wei (October 2019). “Modified arytenoid muscle electrode recording method for neuromonitoring during thyroidectomy”. 《Gland Surgery》 8 (5): 469–476. doi:10.21037/gs.2019.08.07. ISSN 2227-684X. PMC 6842767. PMID 31741877.
3. 1 2  隆一, 相原 (1991). “イヌ披裂筋の構造と運動神経支配に関する研究”. 《日本耳鼻咽喉科学会会報》 94 (6): 805–816. doi:10.3950/jibiinkoka.94.805. PMID 1715914.